# 한만년
한만년(韓萬年, 1925년 10월 29일 ~ 2004년 4월 30일)은 대한민국의 출판 기업인이다.
서울 중앙고등학교와 보성전문학교 경상과를 거쳐 서울대학교 문리과대학 정치학과를 졸업하였다. 1948년에 탐구당(探求堂)에 입사하여 출판 일을 배웠으며, 5년 뒤인 1953년 9월에 일조각(一潮閣)을 설립하여 본격적으로 출판업계에 뛰어들었다. 이후 1,500여 종의 한국학 관련 서적과 학술전문서적을 출판하면서 대표적인 명문출판사로 자리매김하였다.
대표적인 출판물로 『한국사신론(이기백(李基白))』‧『고가(古歌)연구(양주동(梁柱東))』‧『조선후기농업사 연구(김용섭)』‧『독립협회연구(신용하(愼鏞廈))』와 역사학자 이병도‧국어학자 이희승(李熙昇) 박사 회갑기념논문집이 있고, 저서로는 수필집 『일생일업(一生一業)』(1994)이 있다.

## 약력
- 1953년 - 출판문화협회 이사
- 1967년 - 대한출판문화협회 부회장
- 1970년 - 검인정교과서 사장
- 1974년 - 1978년 대한출판문화협회 회장
- 1976년 - 1978년 한국문화예술진흥위원회 위원
- 1980년 - 1981년 대한출판문화협회 회장
- 1981년 -  대한출판문화협회 고문
- 1981년 - 평화통일정책 자문위원
- 우당 이회영 선생기념사업회 회장
- 1996년 1월 ~ 바른시정시민위원회 문화(학술)위원
- 수당 이남규 선생기념사업회 회장

## 상훈
- 1968년 제17회 서울특별시문화상‧제13회 대한문화예술상
- 1984년 회관문화훈장‧1993년 제7회 인촌상(언론출판부문)
- 1998년 제1회 효령상(문화부문)
- 1998년 제9회 간행물윤리상 윤리대상
- 2004년 국민훈장 모란장

## 가족 관계
- 아버지 : 한기악(韓基岳, 1898년 1월 14일 ~ 1941년 6월 20일 ) - 독립운동가, 상해임시정부 법무위원, 동아일보 편집국장 대리. 발행인, 시대일보 편집국장, 조선일보 편집국장, 중앙고등보통학교 감사, 보국훈장.
- 어머니 : 남희정(南喜貞, 1894년 9월 29일 ~ 1950년 5월 5일) - 남만희의 딸, 의령 남씨
  - 형님  : 한만춘(韓萬春) - 연세대학교 공대 학장 역임.
  - 형수 : 이순복(李順復) - 이정구의 딸
    - 조카  : 한민구(韓民九) - 서울대학교 명예교수(전기공학), 한국과학기술한림원장
    - 조카 : 한인구(韓仁九) - KAIST 교수
    - 조카 : 한은구(韓銀九) - 대림대학교 명예교수

  - 누이: 한만증(韓萬曾)
  - 매제: 윤여경(尹汝慶)
  - 동생 : 한만청(韓萬靑) - 서울대학교 명예교수, 서울대병원장 역임.
  - 제수 : 김봉애(金奉愛), 경방 회장 김용완의 딸, 김성수의 외조카
    - 조카 : 한숙현(韓淑炫)
    - 조카 : 한금현(韓錦炫)
    - 조카 : 한지현(韓智炫)

  - 아내 : 유효숙(兪孝淑) 1930년 - 유진오의 딸
    - 장남 : 한성구(韓成九) 1954년 서울대학교 의과대학 명예교수 (내과학)
    - 자부 : 이난숙(李蘭淑) - 영천 이씨
    - 차남 : 한경구(韓敬九) 1956년 서울대학교 자유전공학부 교수 (인류학)
    - 자부 : 김시연(金時姸)  - 광산 김씨. 일조각 대표
    - 삼남 : 한준구(韓準九) 1958년 서울대학교 의과대학 의학과 진단방사선과 교수
    - 자부 : 김수경(金秀瓊) - 연안 김씨
    - 사남 : 한홍구(韓洪九) 1959년  성공회대학교 교양학부 교수 (한국사)
    - 자부  : 권재희 1962년
    - 장녀 : 한승미(韓承美) 1964년 연세대학교 국제학대학원 교수 (문화인류학)
    - 사위 : 김운경(金雲卿)  - 김해 김씨. 고려대학교 공과대학 교수

## 참고 자료
- (삶과 추억)한만년 일조각 대표 별세 《중앙일보》(2004.5.2.) 보관됨 2013-01-11 - archive.today
- 한국사회 혼맥(네이버카페)
- 한국의 명문가문 제 10편 "김성수가" 《서프라이즈》(2005.10.10.)
- 한국역대인물 종합정보시스템